# El Molar (Katalónia)
El Molar egy község Spanyolországban, Tarragona tartományban. El Molar El Lloar, Gratallops, Bellmunt del Priorat, El Masroig, Garcia, La Torre de l’Espanyol és La Figuera községekkel határos. Lakosainak száma 307 fő (2024).

## Népesség
A település népessége az elmúlt években az alábbi módon változott:
| Lakosok száma | 699  | 1221 | 618  | 568  | 324  | 286  | 302  | 291  | 297  | 307  |
|               | 1857 | 1910 | 1940 | 1965 | 1986 | 2005 | 2009 | 2015 | 2019 | 2024 |